# 掌隷院
掌隷院（チャンネウォン）は 、李氏朝鮮において奴婢に関する業務を行う官衙。正三品衙門。世祖13年、西暦1467年設立された。司憲府、漢城府と共に司法三司と呼ばれる。1592年の文禄の役の際、漢城に迫りくる秀吉軍を前に朝鮮国王宣祖は逃亡、これに乗じた朝鮮乱民により、公私奴婢の文籍（身分記録文書）を保存していた掌隷院と刑曹は放火された。英祖4年、西暦1764年刑曹に併合された。

## 構成
| 品階  | 官職   | 定員 | 備考 |
| ----- | ------ | ---- | ---- |
| 正3品 | 判決事 | 1名  |      |
| 正5品 | 司議   | 3名  |      |
| 正6品 | 司評   | 4名  |      |